# 三溪園

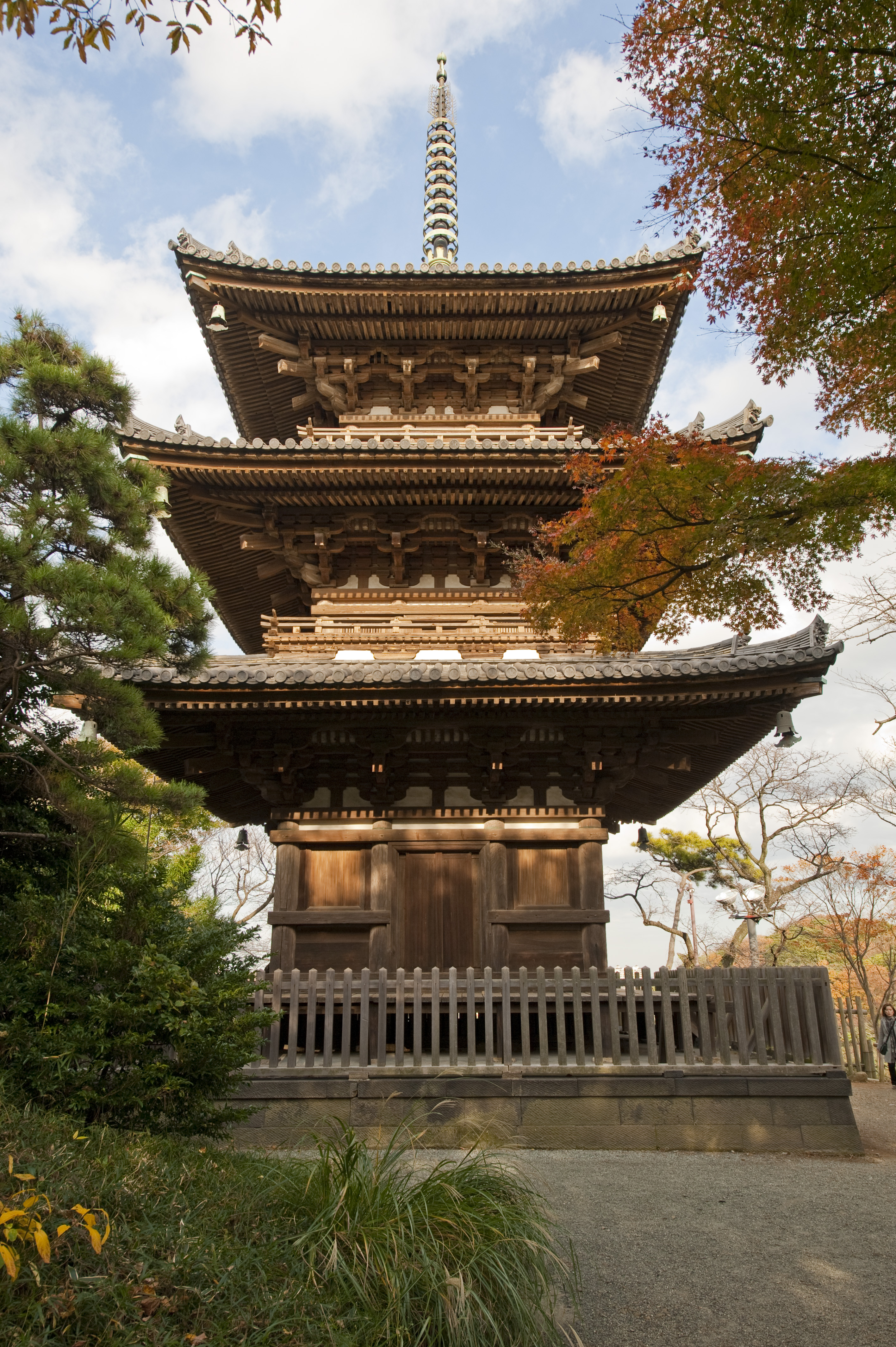
旧燈明寺三重塔

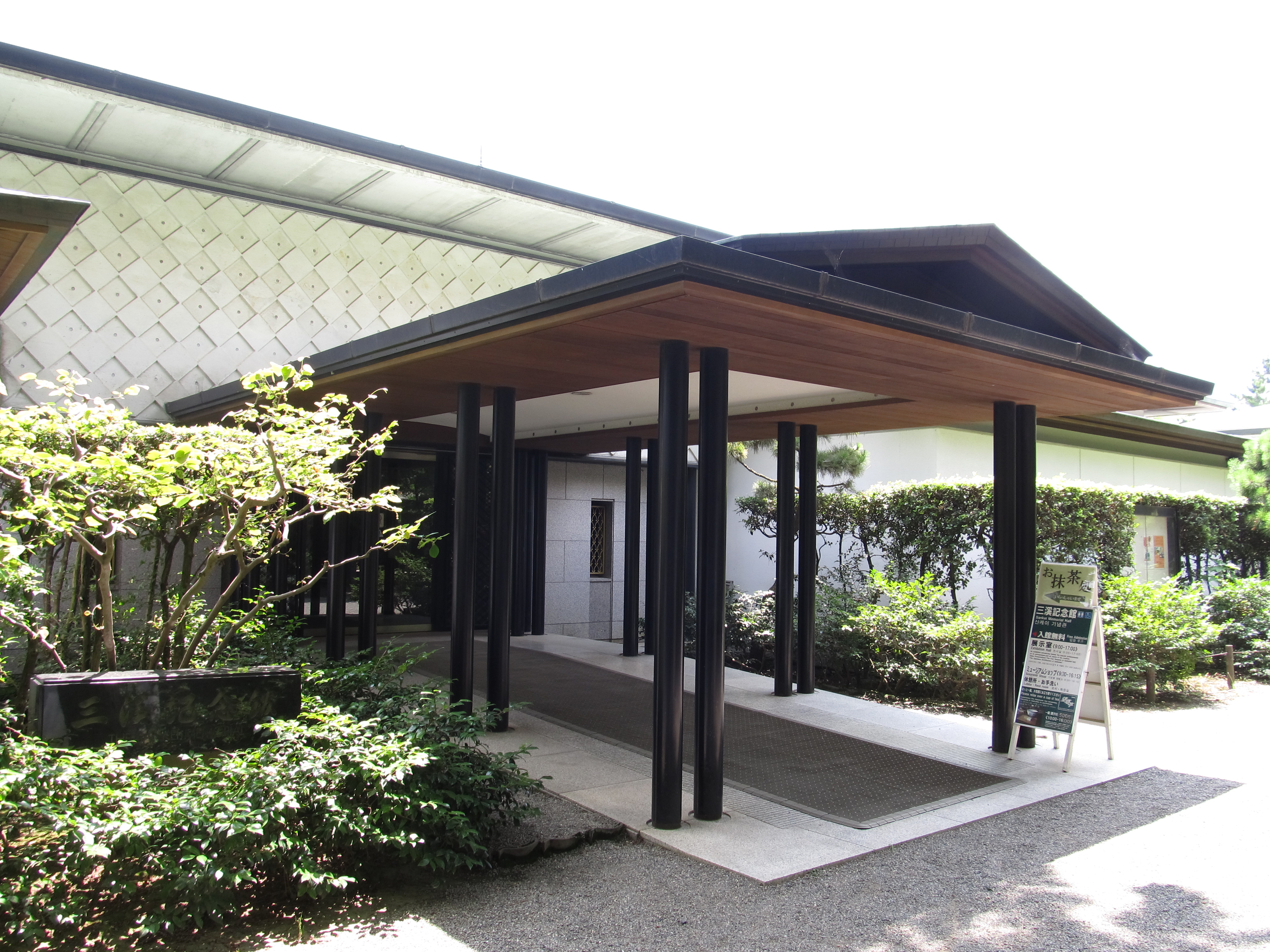
三溪記念館

三溪園（さんけいえん）は、神奈川県横浜市中区本牧三之谷にある庭園。17.5haの敷地に17棟の日本建築が配置されている。実業家で茶人の原富太郎によって1906年に造園され、現在は公益財団法人三溪園保勝会が運営している。名称の三溪園は原の号である三溪から。2006年11月17日に国の名勝に指定された。財団公式サイトでは旧字体の「溪」を使うが、横浜市公式サイトなど新字体で三渓園と表記することも多い。

## 概要
三溪園は、国の重要文化財建造物10件12棟（移築元：京都府5棟、和歌山県3棟、神奈川県2棟、岐阜県1棟、東京都1棟）、横浜市指定有形文化財建造物3棟を含め、17棟の建築物を有する。三溪園の土地は、原富太郎三渓の養祖父である原善三郎が1868年（明治元年）頃に購入したものである。単に各地の建物を寄せ集めただけではなく、広大な敷地の起伏を生かし、庭園との調和を考慮した配置になっている。園内にある国の重要文化財建造物10件12棟は、全て京都など他都市から移築した古建築である。移築自体に本来の価値に対する評価を投げかける意見もあるが、中には現地で荒廃していた建築物を修復して移築したものも含まれている。
原富太郎は岐阜県出身の実業家で、横浜の原商店に養子として入り、生糸貿易で財を成した。原は事業のかたわら仏画、茶道具などの古美術に関心を持って収集した。平安時代仏画の代表作である『孔雀明王像』（国宝、東京国立博物館蔵）をはじめ、国宝級の美術品を多数所蔵し、日本の美術コレクターとしては、益田孝（鈍翁）と並び称される存在であった。彼は古美術品のみならず、室町時代の燈明寺にあった三重塔をはじめとする京都ほか各地の古建築を購入して移築。庭園も含めて整備を進めていった。1906年（明治39年）5月1日に市民へ公開し、その後も建造物の移築は続けられた。
1923年の関東大震災と太平洋戦争中の1945年（昭和20年）6月10日の横浜空襲で被害を受け、一部の建造物を失った。なお、旧燈明寺本堂、合掌造の旧矢箆原（やのはら）家住宅などは第二次世界大戦後に三溪園へ移築したものである。また大戦中に抑留された連合国側の民間人が、三渓園で抑留所同士の野球の交流戦を行っている。
原富太郎の古美術コレクションは戦後の混乱期に散逸し、建造物だけがかろうじて残った。1953年（昭和28年）に財団法人三溪園保勝会が設立され、再び庭園の整備を行い、今日に至っている。1970年（昭和45年）1月には本牧海岸の埋め立てに伴い、海側に南門が設置された。
1989年（平成元年）9月には内苑の御門そばに、原の業績に関する資料や原自筆の書画・原にゆかりのある作家の作品等を展示する三溪記念館が開館した。2000年（平成12年）には、会議、パーティーなどにも利用できる、鶴翔閣（かくしょうかく、旧原家住宅）を復元した。この建物は横浜市指定有形文化財に指定されている。
毎年、観梅会、観桜の夕べ、蛍の夕べなどの季節に応じた催物を開催している。最近、梅の木は少なくなっており、観梅会はないが、中国からの珍しい「臥竜梅」と「緑萼梅」は数本ある。

## 指定文化財

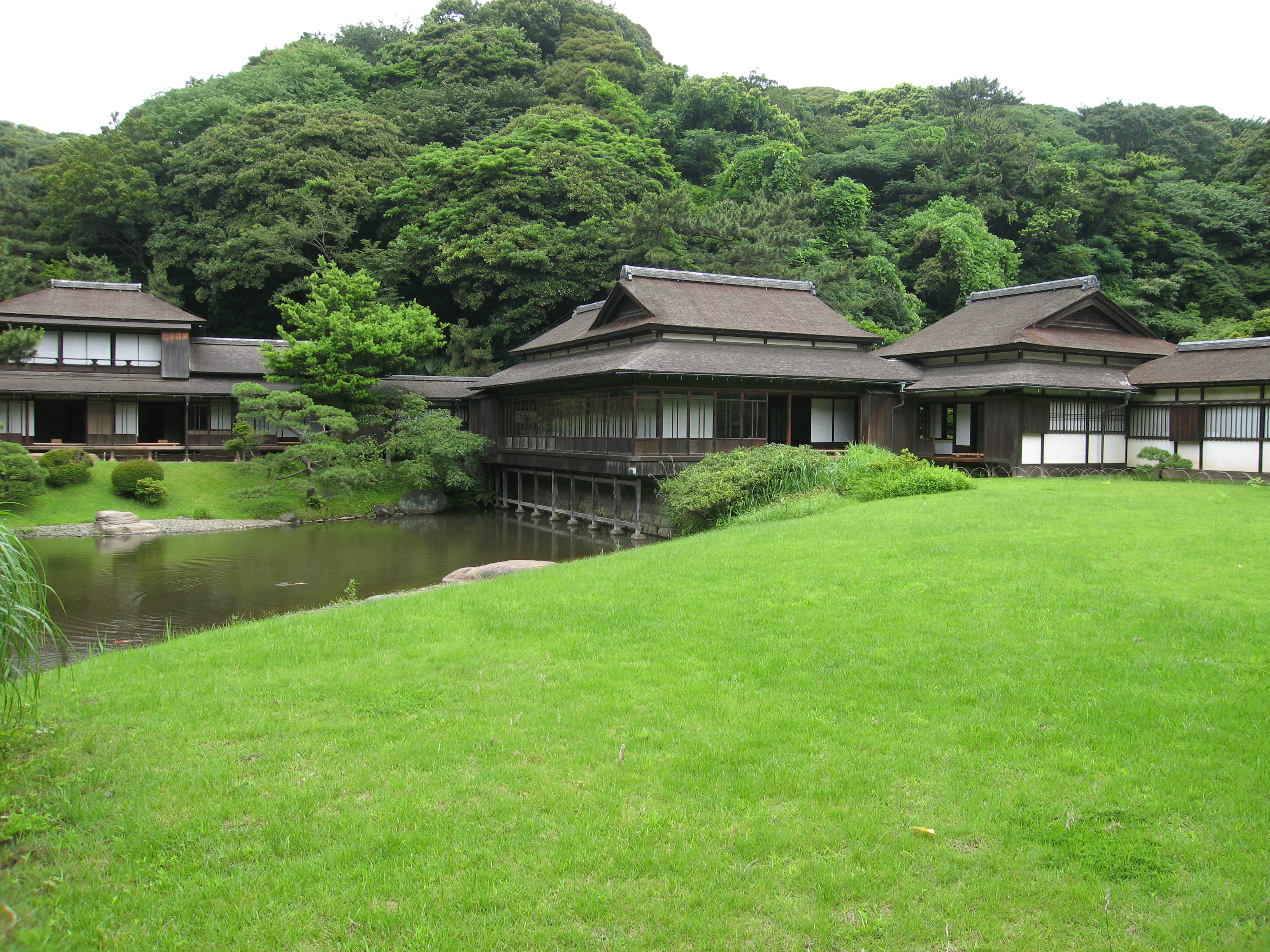
臨春閣 (2006年7月)

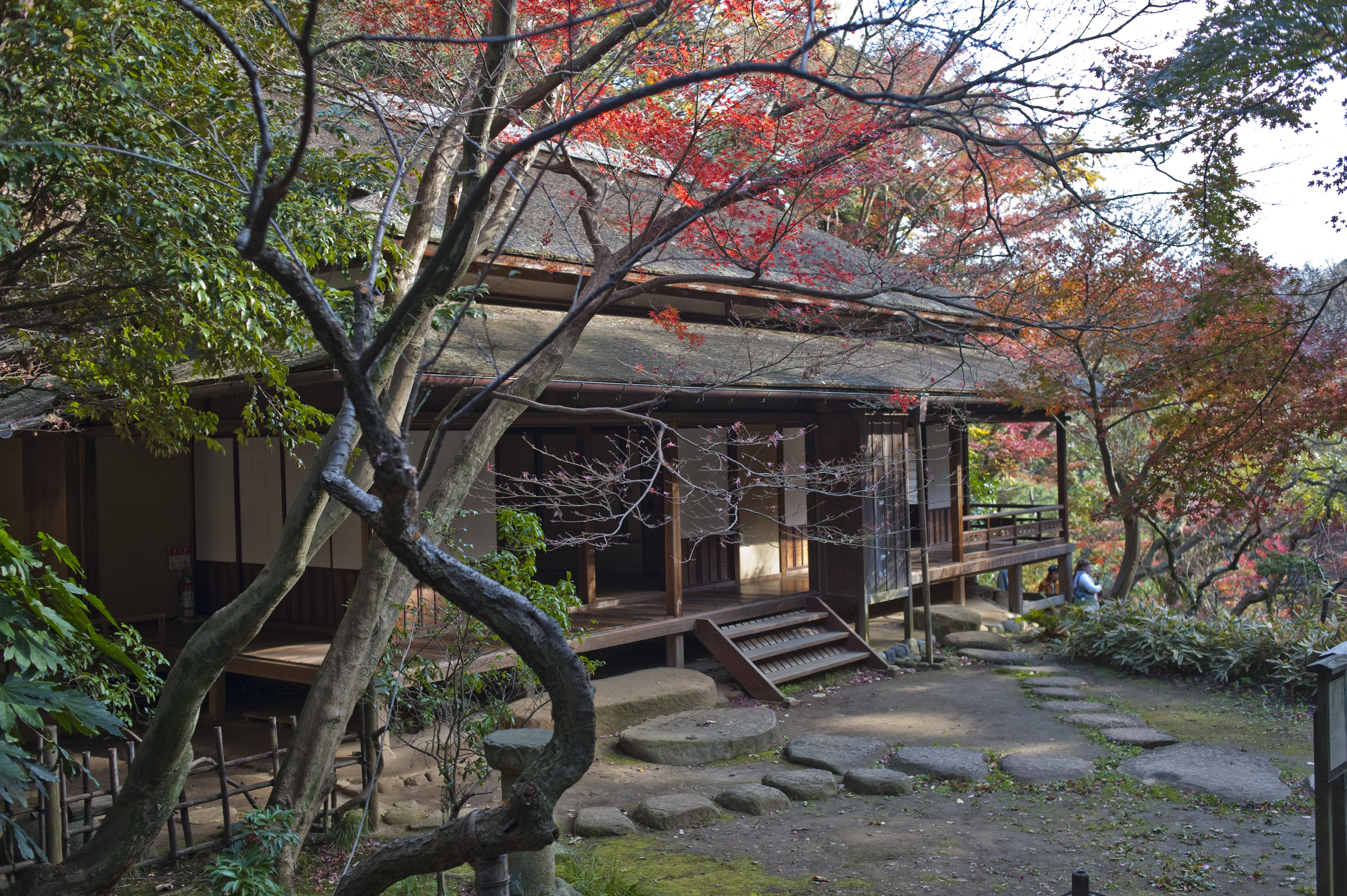
月華殿

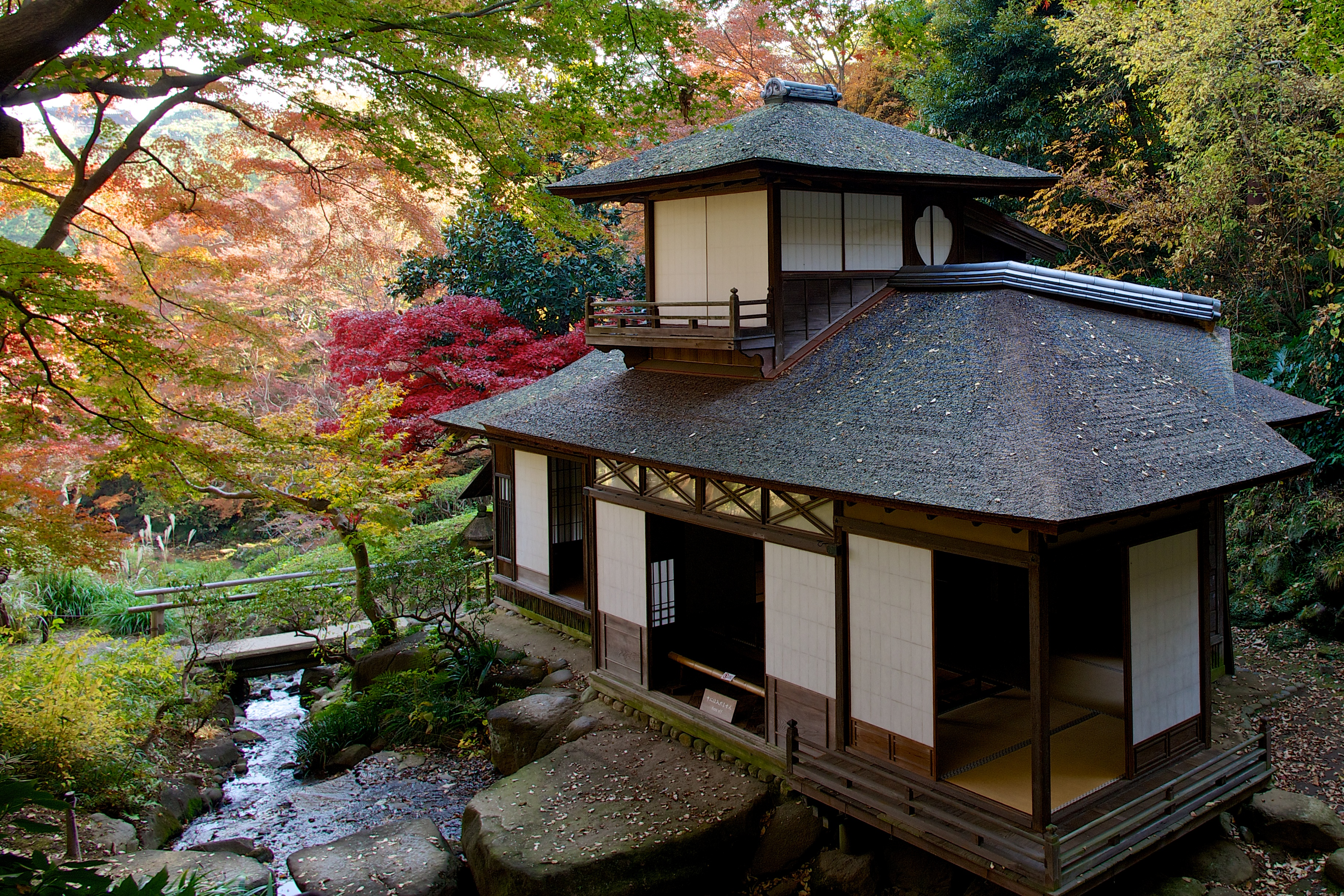
聴秋閣

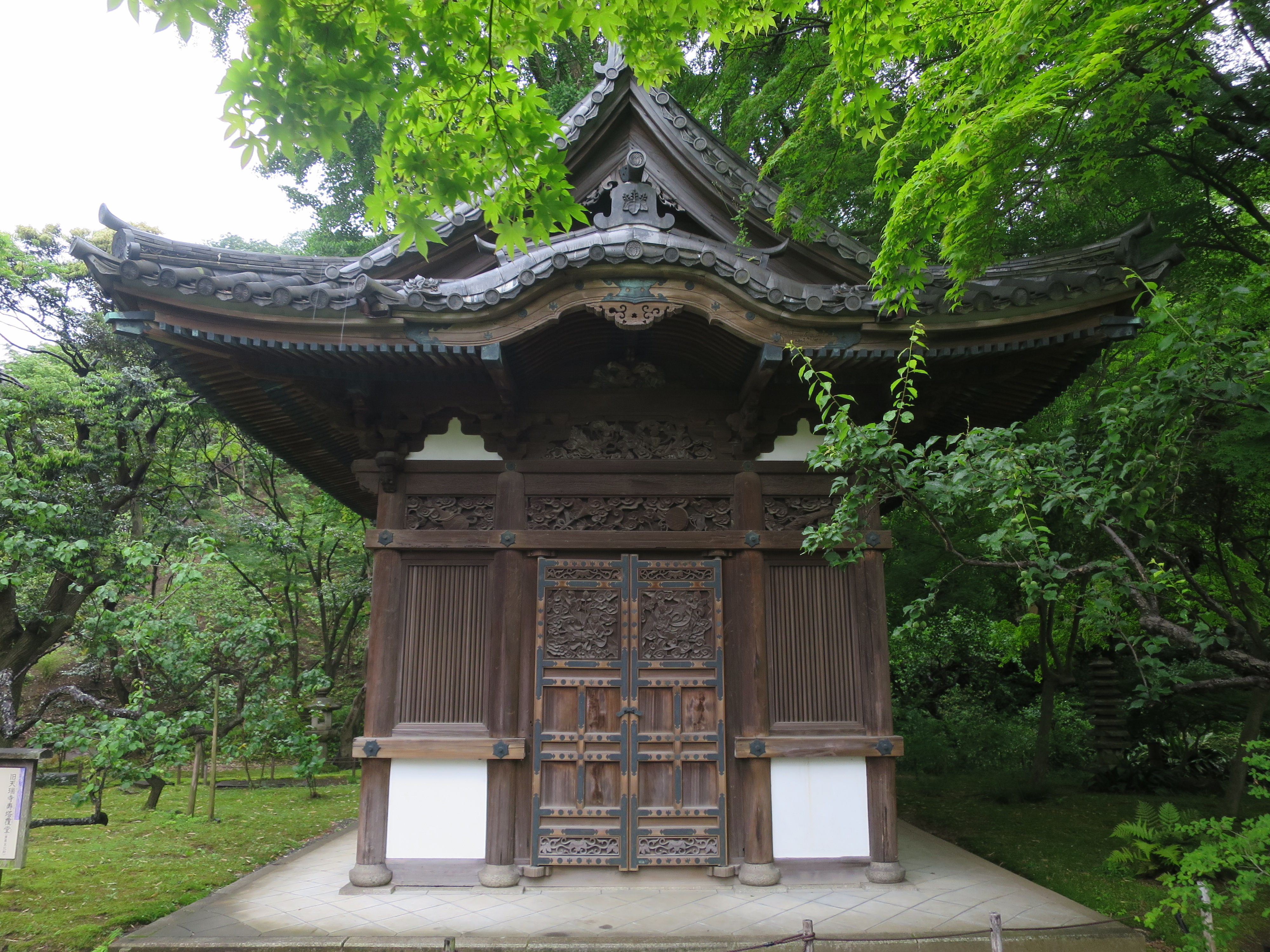
旧天瑞寺寿塔覆堂

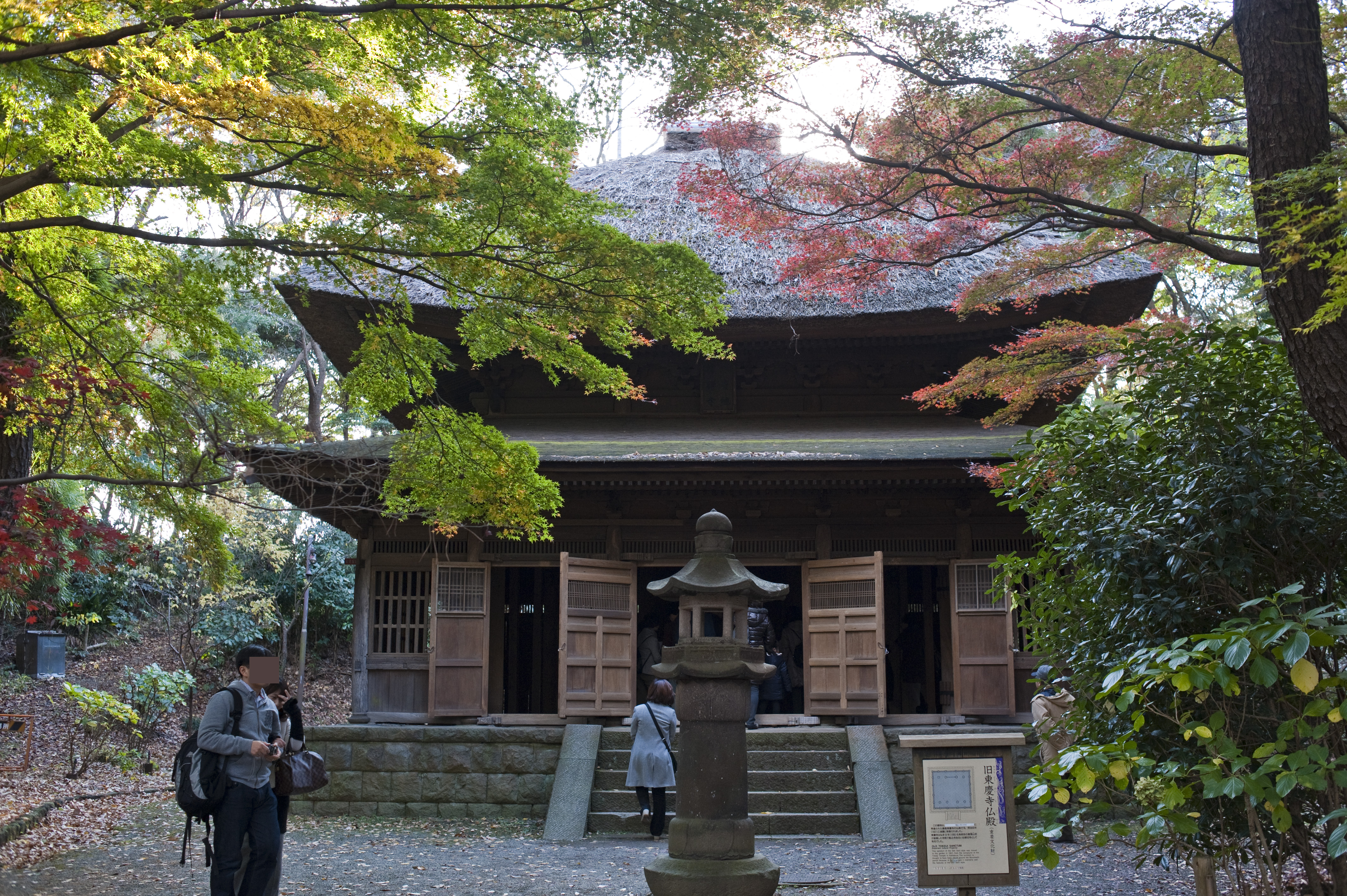
旧東慶寺仏殿

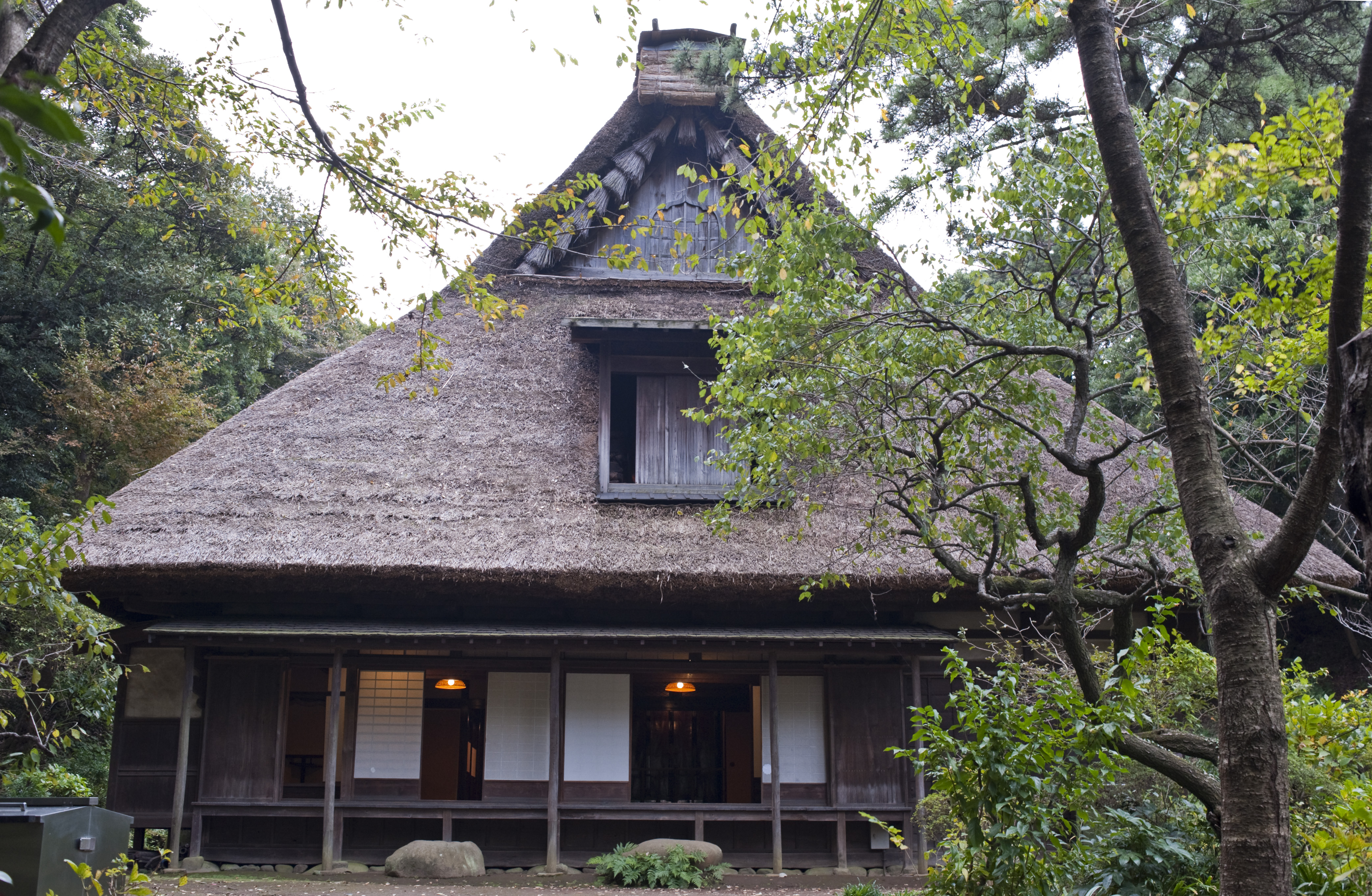
旧矢箆原家住宅

### 重要文化財（建造物）
- 臨春閣（3棟）

江戸時代前期、1649年（慶安2年）建築。旧紀州徳川家藩別邸。紀州徳川家の初代徳川頼宣が紀州和歌山（和歌山県岩出市）に建てたもので、狩野派の襖絵などが見所である。1915年に移築。岩出御殿。数寄屋風書院の建物である。第一屋に玄関がある。第一屋と第二屋が平屋、第三屋のみが二階建てである。屋根は檜皮葺き、庇は杮葺き。2019年1月から30年ぶりの大規模修理に入る。
- 月華殿

安土桃山時代、1603年（慶長8年）建築。三室戸寺金蔵院（京都府宇治市）より1918年移築。屋根は檜皮葺き、入母屋造で、庇は杮葺きである。内部は、檜扇の間（十二畳半）と竹の間（十五畳）から成る。檜扇の間と竹の間の境には欄間があり、この欄間の縁は黒漆塗り、狩野永徳の下図によると伝えられている菊花と菊の葉の透彫が入れられている。
- 春草廬（しゅんそうろ）

安土桃山時代建築の茶室。織田有楽斎の作といわれる。九窓亭とも呼ばれた。前項の月華殿同様、三室戸寺金蔵院より1918年移築。元は同院の客殿であった月華殿に付属していた茶室である。現在の春草廬は、月華殿から切り離され、新たに八畳の広間と水屋が付加された形になっている。外観は軒の深い切妻造杮葺きの屋根である。茶室は、三畳に台目畳を加えた広さで、点前座と向き合って床の間がある。特色は窓が多いことである。窓は、点前座に勝手付の色紙窓（2つ）と風炉先窓の3つ、床の間の墨蹟窓、客座の三方に5つの合計9つある。天井は点前座が化粧屋根裏天井で、客座が一面の棹縁天井である。春草廬という名称は、同じく三溪園に移築された臨春閣とともに大阪の春日出新田八州軒から三渓が手に入れた茶室につけられていた名前であった。この建物は三溪園に建てられることはなく、松永耳庵に譲られて、現在は東京国立博物館の構内に移されている。三渓は九窓亭に春草廬の名前を付け替えた。
- 旧天瑞寺寿塔覆堂（てんずいじじゅとうおおいどう）

1591年（天正19年）建築。豊臣秀吉が母の長寿を祝って建てたものといわれる。旧大徳寺塔頭天瑞寺より1902年に移築。
- 聴秋閣

1623年（元和9年）建築。徳川家光の命により佐久間実勝が京都・二条城内に建築。当時は「三笠閣」と称した。これが家光の乳母である春日局に下賜され、春日局の孫の稲葉正則の江戸屋敷に移築。さらに1881年に東京府牛込区若松町（現・東京都新宿区若松町）の二条家（当時の当主は二条基弘）に移築。1922年に三溪園に移築。聴秋閣という名は三溪園に移ってからの名である。
- 旧東慶寺仏殿

江戸時代初期、寛永11年（1634年）の建築。東慶寺（神奈川県鎌倉市）より1907年に移築。
- 旧燈明寺三重塔

室町時代1457年（康正3年）の建築。京都府相楽郡加茂町（現・木津川市）より1914年に移築。
- 旧燈明寺本堂

室町時代初期の建築。上記の三重塔があった燈明寺の本堂で、1948年まで京都府加茂町（現・木津川市）にあったが、同年の台風で大破して長年、解体・格納されていた。1982年、三溪園に移築。
- 旧矢箆原（やのはら）家住宅

江戸時代（18世紀）の建築。白川郷の合掌造民家。岐阜県大野郡荘川村（現・高山市）より1960年移築。
- 天授院

1651年（慶安4年）建築。元は鎌倉市の心平寺にあった地蔵堂。1916年に移築。

### 横浜市指定有形文化財（建造物）
- 白雲邸
- 御門
- 旧原家住宅（8棟）

### 文化財以外の建造物
- 蓮華院

1917年(大正6年)建築。蓮華院ができた当初は現在の春草廬の位置にあったが、現在は旧天瑞寺寿塔覆堂付近の竹林の中にある。入口のすぐ近くに土間があり、その奥に六畳の広間、茶室がある。茶室は二畳中板向切逆勝手であり、雑木丸太の棹縁の天井となっている。土間席にある太柱は平等院鳳凰堂の古材を転用したものだと言われており、また壁面にある格子窓も鳳凰堂の部材であるといわれている。
- 金毛窟

1918年(大正7年)建築。一畳台目で床の間があり、月華殿と接続している小さな茶室である。床柱には、大徳寺山門の高欄の手すりであった古材が使用されている。
- 三溪記念館

1989年(平成元年)建築。設計は大江宏。原の業績に関する資料や原自筆の書画・原にゆかりのある作家の作品等を展示している。

### 重要文化財（工芸品）
- 木製多宝塔　1450年（宝徳2年）制作。

### 名勝
- 「三溪園」として国の名勝（2006年11月17日指定）

### 失われた建造物工芸品
- 関東大震災で失われた建造物工芸品
  - 松風閣
  - 下村観山『四季草花図』
- 横浜大空襲で失われた建造物工芸品
  - 田舎屋
  - 横笛の像

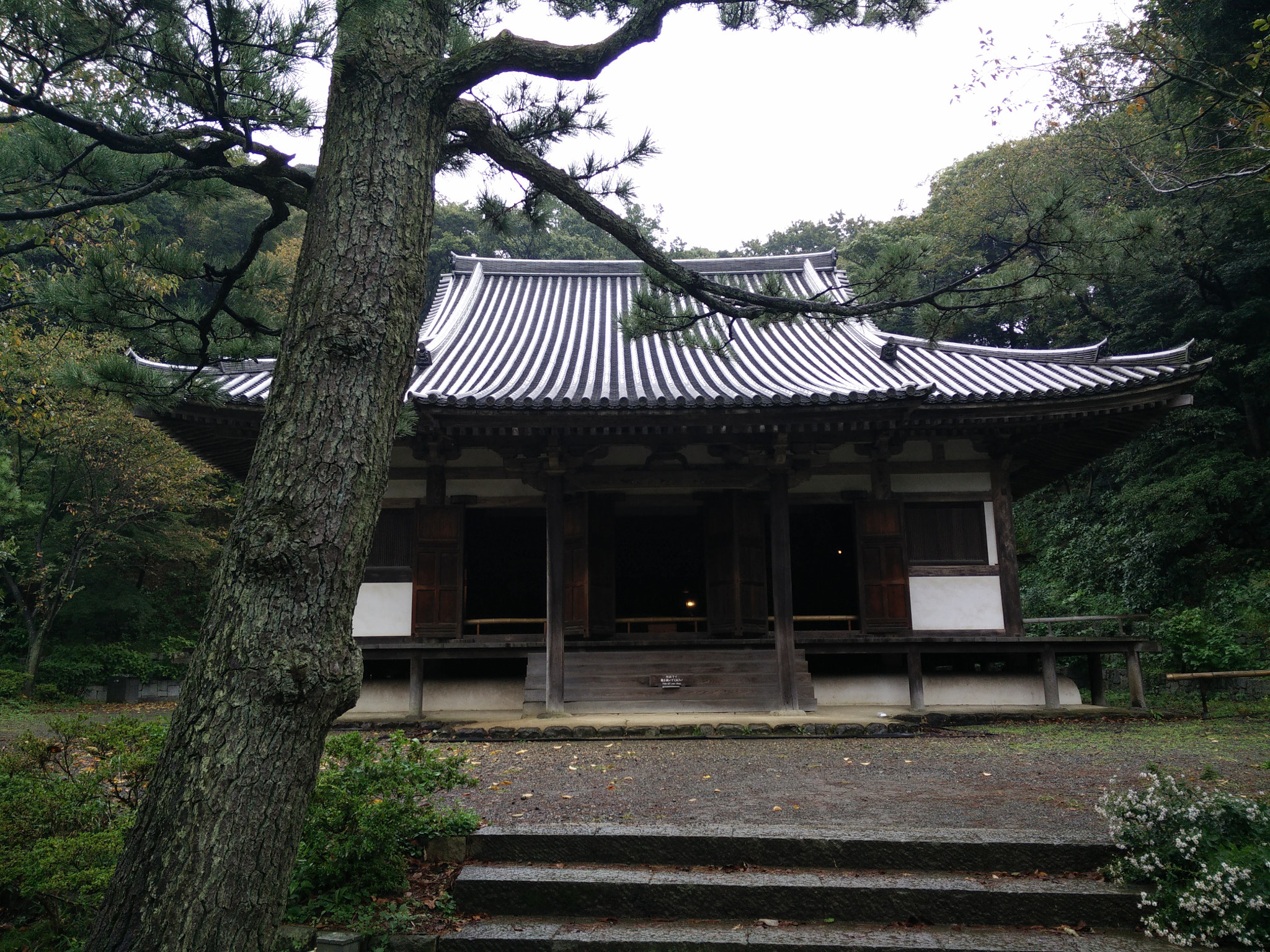
燈明寺本堂
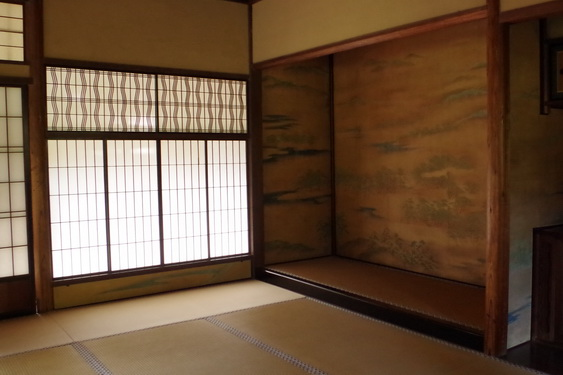
臨春閣住之江の間
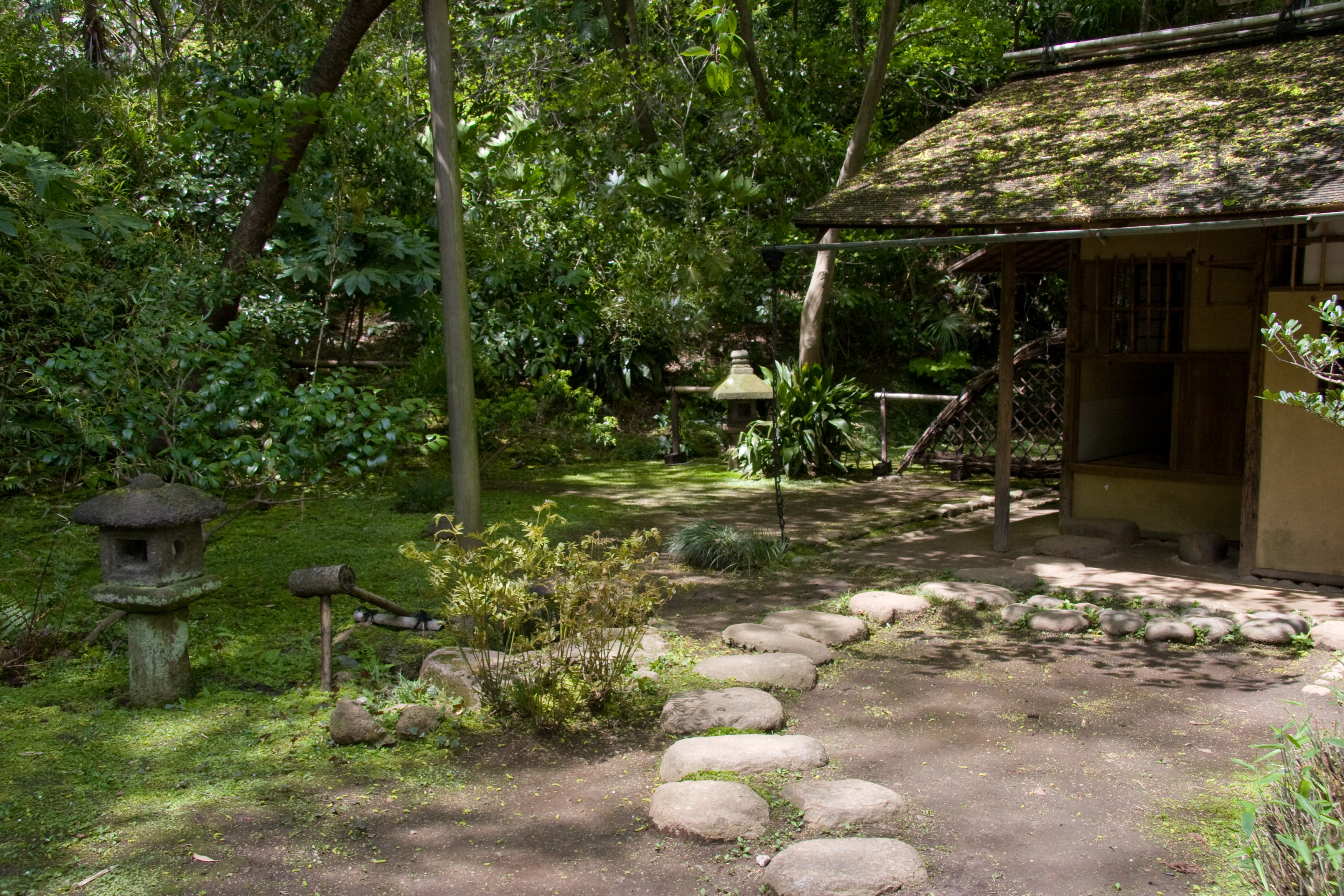
春草廬
- 三溪園

## 交通
公共交通機関を利用する場合は以下の通り。
- 横浜市営バス
  - 東日本旅客鉄道（JR東日本）根岸線 根岸駅より　
    - 1番乗り場から58系統（桜木町駅前行き）、101系統（保土ヶ谷車庫前行き）、本牧下車・徒歩8分。
    - 7番乗り場から54系統（本牧車庫前行き）、97系統（中小企業団地循環　根岸駅前行き）、三渓園南門入口下車・徒歩3分。

  - JR根岸線・横浜市営地下鉄ブルーライン 桜木町駅より　
    - 2番乗り場から8系統（本牧車庫前行き）、168系統（ぴあアリーナMM経由本牧車庫前行き）、三渓園入口下車・徒歩3分。
    - 2番乗り場から58系統（磯子車庫前行き）、本牧下車・徒歩8分。
    - 2番乗り場から「ぶらり三渓園BUS」（三渓園行き）、三渓園下車
    - 11番乗り場から106系統（本牧車庫前行き）、三渓園入口下車・徒歩3分。

  - JR・東急東横線・京急本線・相鉄本線・みなとみらい線・市営地下鉄ブルーライン 横浜駅東口より　
    - 2番乗り場から8系統（本牧車庫前行き）、168系統（ぴあアリーナＭＭ経由本牧車庫前行き）、三渓園入口下車・徒歩3分。
    - 2番乗り場からぶらり三渓園BUS（三渓園行き）、三渓園下車

  - みなとみらい線 元町・中華街駅4番出口 山下町バス停より　
    - 2番乗り場から8系統（本牧車庫前行き）、168系統（ぴあアリーナＭＭ経由本牧車庫前行き）、三渓園入口下車・徒歩3分。

イベント等の際に根岸駅から無料のシャトルバスが運行されることがある。また、毎年2月末にパシフィコ横浜で行われるカメラ展のCP+の開催時にはパシフィコ横浜から三渓園まで無料のシャトルバスが運行されている。